# Kämerscheid
Kämerscheid ist ein Ortsteil der Gemeinde Ruppichteroth.

## Geographie
Das Dorf liegt auf den Hängen des Nutscheid. Im Nordosten liegt Kesselscheid, im Osten die Kesselscheider Heide, im Süden Lüttershausen, im Südwesten Wingenbach und im Norden liegen Paulinenthal und Neuenhof. 

## Geschichte
1396 wird in einer Urkunde des Cassiusstiftes Bonn ein Tiele von Kamerscheit genannt.
1644 bewirtschaftete die Kämerscheider Nachbarschaft adeliges Land und musste hierfür jährlich zwei Fuder Hafer abliefern.
1666 lebten hier laut der damaligen Huldigungsliste Johann, Theiß Hammerscheit, Johann Lobach, Girgard Lobach, Corsgen Tostenhohn, Dederich, Johann Simons, Corstgen Schmitz und Gotthardt Wirichs.
1809 hatte der Ort 94 katholische Einwohner.
1910 waren für Kämerscheid die Haushalte Fabrikarbeiter Franz Josef Bohlscheid, Fabrikarbeiter Franz Robert Bröhl, Ackerer und Schreiner Friedrich Engelmann, Ackerer Barthel Etzenbach, Schneider Joh. Peter Gräfrath, Ackerer Anton Hemmerle, Ackerer Peter Krämer, die Telegraphenarbeiter Peter Kramer, Peter und Wilhelm Lindlar, der Fabrikarbeiter Anton Löbach, Faßbinder Wilhelm Löbach, Händler Karl Merten, Telegraphenarbeiter Anton Narres, Ackerer Peter Schild, Ackerer Wilhelm Stommel und Witwe Peter Wingert verzeichnet.